# Beiju

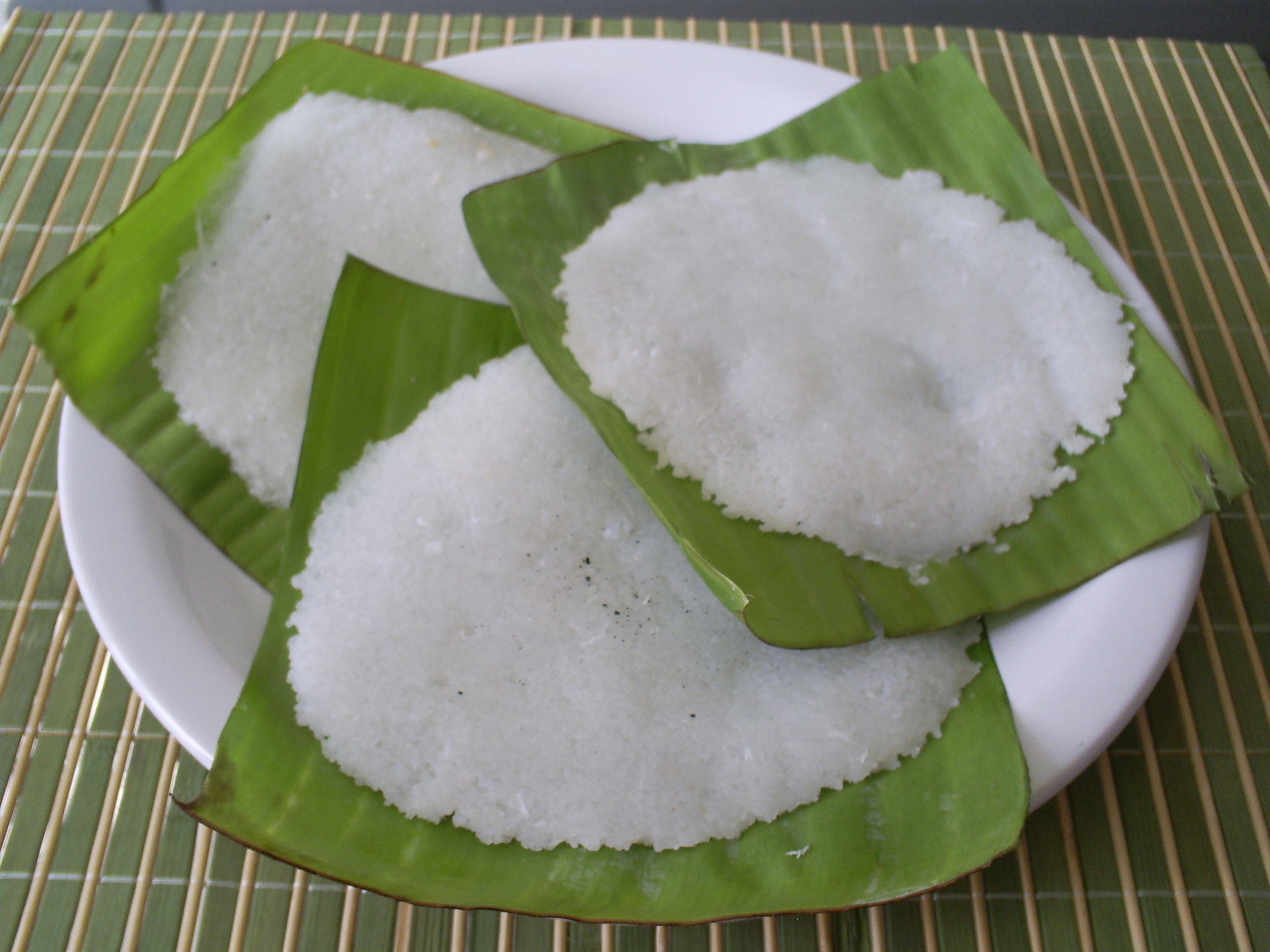
Beiju de folha

Ein Beiju ist ein kleiner Kuchen aus Maniok- oder Tapiokamehl. Bei seiner Herstellung wird einfach das von Natur aus süßliche Mehl befeuchtet und im Ofen gebacken.
Dieser Kuchen der brasilianischen Küche ist ein Erbe der Kochkunst der Ureinwohner Brasiliens und Paraguays.
In Paraguay gehört das Mbeju (Guaraní: Mbeyú) ebenfalls zur nationalen Küche. Sein Ursprung liegt Schätzungen zufolge im 18. Jahrhundert durch das Volk der Cario-Guaraní-Indigenen.